# Вискозност
Вискозност течности је мера њеног отпора према деформацији. То се може представити особином „дебљине“: на пример, сируп има већу вискозност од воде.
Праћење протицања течности кроз цеви показује да се сви делови течности не крећу истом брзином. Највећу брзину имају делови течности дуж осе цеви, а најмању делови уз зидове цеви. Распоред брзина на пресеку цеви, нормалном на правац протицања течности. Течност се кроз цев не креће као целина, већ у слојевима који клизе један по другоме различитим брзинама. При протицању течности као да долази до њеног „раслојавања“. Слично се дешава и при кретању, на пример равне даске, танкера или справа по мирном језеру. Када се тело покрене, почиње и вода да се креће, али не као целина, већ по деловима (слојевима) који имају различите брзине. Повећањем растојања од пловног објекта брзина слојева течности се смањује. У течностима се јављају и силе које се супротстављају кретању тела кроз течности. Набројане чињенице и појаве објашњавају се као последица постојања силе унутрашњег трења у течностима, вискозност. Сила вискозности успорава протицање течности и кретање тела кроз течност.

## Етимологија
Реч „вискозност” је изведена из латинског "viscum", што значи имела, у смислу вискозног лепка направљеног од бобица имеле.

## Њутнов закон за вискозност
Вискозност - унутрашњи отпор течности се може дефинисати преко силе вискозности уколико је протицање те течности ламинарно. То значи да слојеви течности „клизе“ један по другоме, али тако да течност из једног слоја не прелази у други.
Сила вискозног кретања зависи, пре свега, од врсте течности. На пример, док вода код које је та сила релативно слаба, врло брзо истекне из неке посуде, иста количина уља истицаће из исте посуде веома споро.

## Стоксов закон вискозности
Сила вискозности течности утиче на кретање тела која се у њој налазе (подморница, ронилац). Наиме, течност пружа отпор таквом кретању, а тај отпор потиче од вискозности. Танак слој течности „прилепљен“ за тела креће се заједно са телом и истом брзином као тело. Услед тога се покрећу и остали слојеви течности.